# Spálenecké rybníky
Spálenecké rybníky jsou soustavou tří rybníků o výměře vodní plochy 0,9 ha rybník I, 0,25 ha rybník II a 0,8 ha rybník III (ve směru proti proudu Bítovanky) ležících na říčce Bítovanka a  nalézajících se asi 0,3 km jižně od osady Bítovánky. Rybníky se však nacházejí již na katastrálním území obce Zaječice v okrese Chrudim. 
Rybníky jsou využívány místní organizací Hrochův Týnec Českého rybářského svazu pro chov ryb a sportovní rybolov.

## Galerie

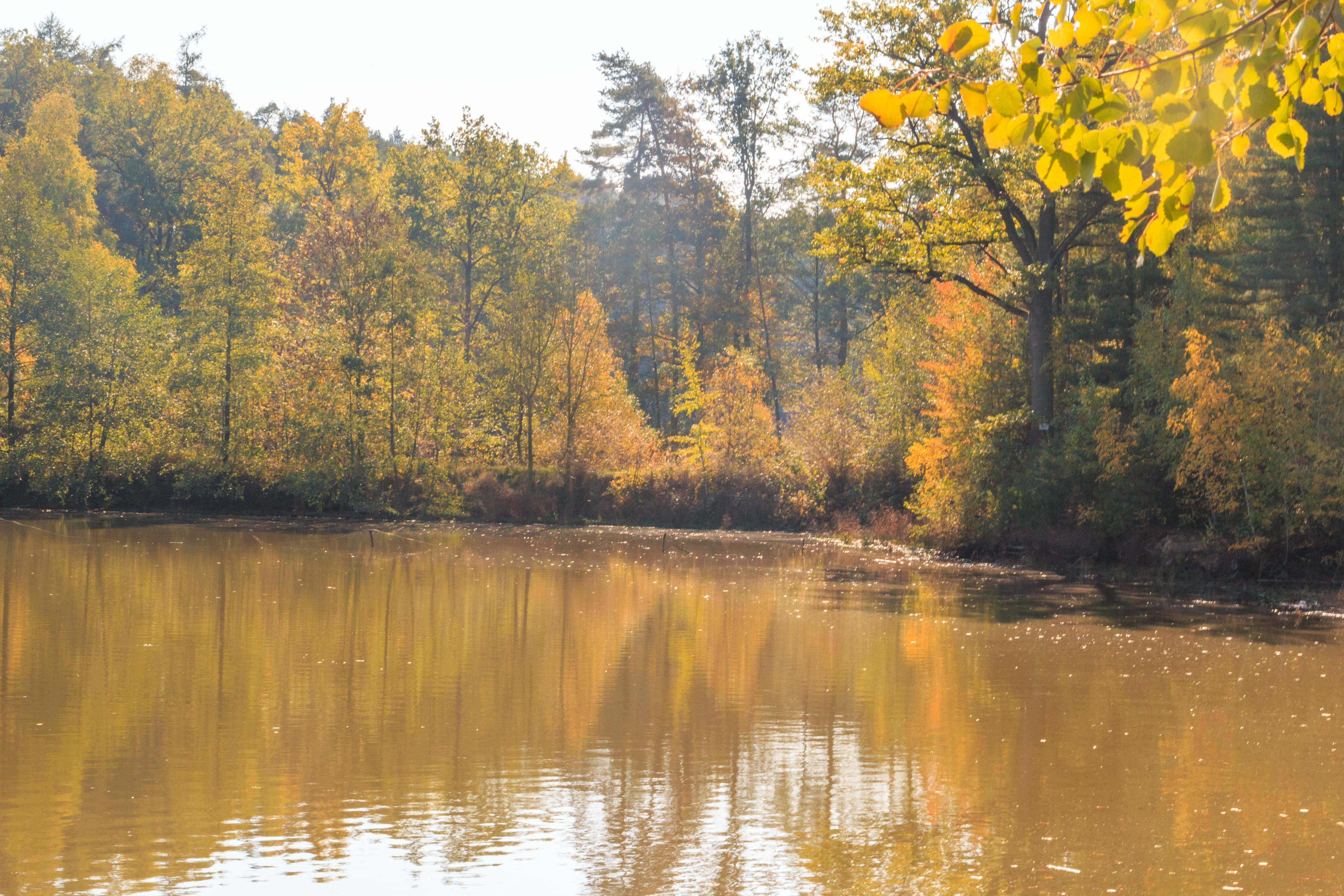
pohled na Spálenecký rybník I
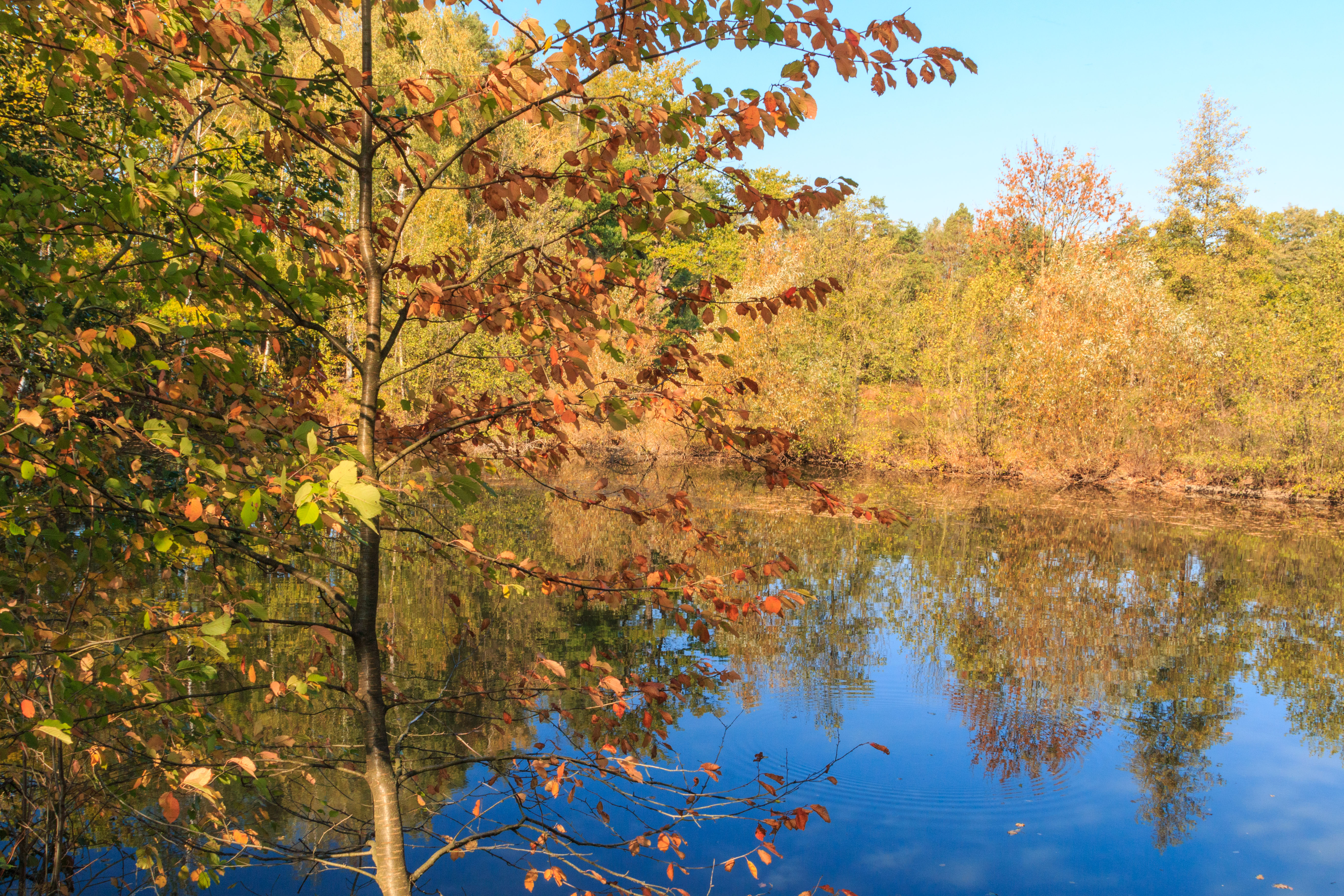
pohled na Spálenecký rybník II
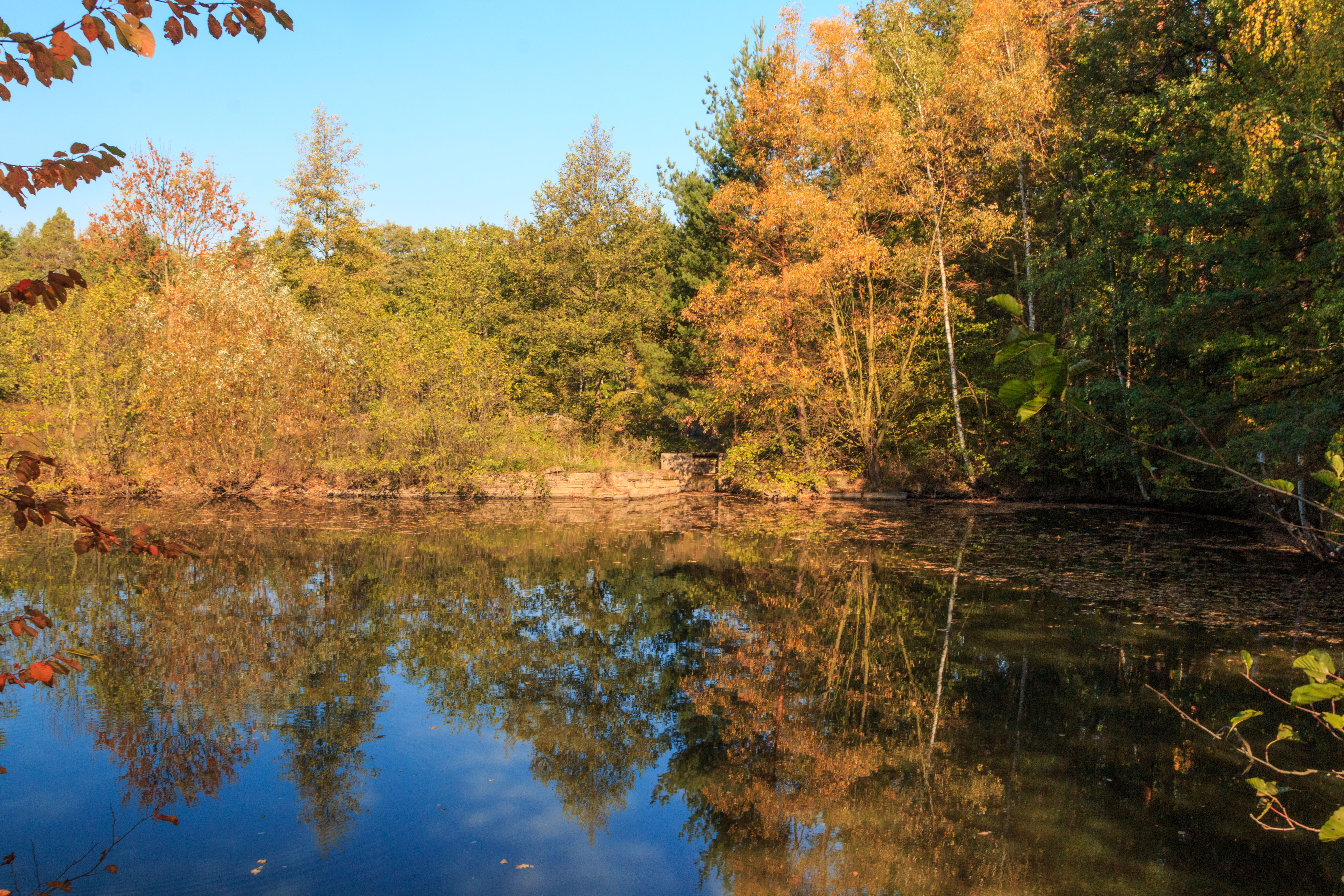
pohled na Spálenecký rybník III
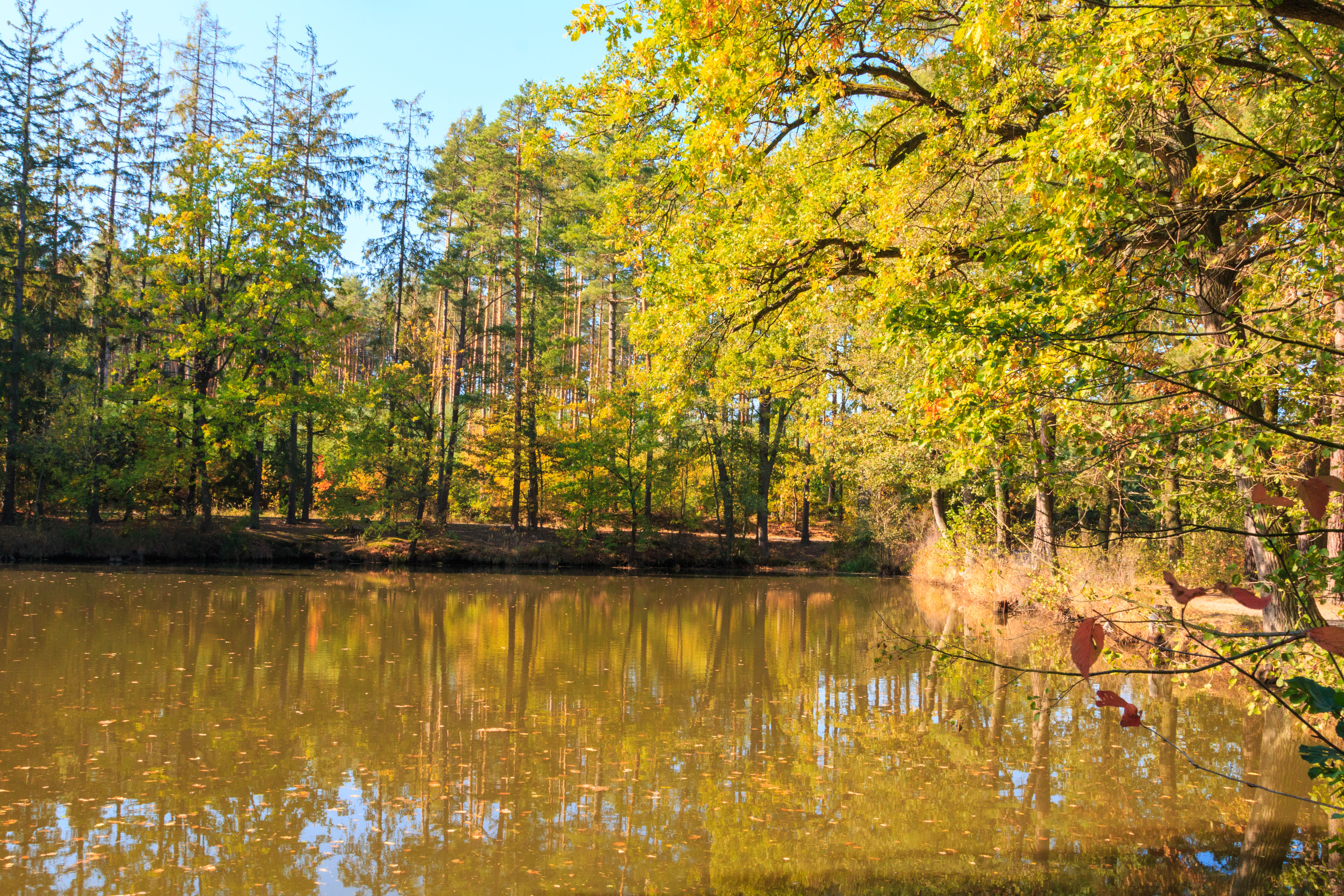
pohled na Spálenecký rybník III